# Volkeningheim
Das ökumenische Volkeningheim ist das letzte Studierendenwohnheim in Trägerschaft der Evangelischen Kirche von Westfalen. Es besteht seit 1950 in Münster und ist seit 1958 in dem Gebäude im Breul 43 zu finden.
Das Volkeningheim ist benannt nach dem pietistischen Erweckungsprediger Johann Heinrich Volkening.
Das Volkeningheim ist über seine Funktion als Wohnheim hinaus ein Ort der Vernetzung und des studentischen Lebens in Münster und zeichnet sich vor allem durch seine Heterogenität aus. Bis zu 53 internationale und deutsche Studierende leben gemeinsam in vier geschlechtergemischten Fluren und drei Wohnungen. In den Räumlichkeiten befinden sich auch die Evangelische Studierendengemeinde (ESG) und das Café Weltbühne, das bis zum 12. Dezember 2024 bestand. Vor allem mit der ESG gibt es viel Zusammenarbeit und Überschneidungen. Daneben existieren im Haus seit 1991 eine Kindergruppe und die Redaktion der Graswurzelrevolution. 

## Geschichte
Die Gründung des Volkeningheims ist mit der Geschichte der ESG in Münster eng verwoben. In den ersten Nachkriegssemestern suchte die ESG in einer zerstörten Stadt nach einem Ort für ihre Gemeinde, die mehr als hundert Mitglieder umfasste. Zur Jahreswende 1949/1950 stellte die Evangelische Kirche von Westfalen ein kriegsbeschädigtes Doppelhaus aus den 1940er Jahren an der Piusallee 23–25 für den Umbau zum ESG-Gemeindezentrum zur Verfügung. Dieses Projekt konnte – von in- und ausländischen Spenden getragen – von September 1949 bis zum Dezember 1950 vollendet werden.
Baumängel an dem Gebäude und ein größerer Bedarf an Arbeits- und Wohnräumen führten 1956 zum Neubau des Gebäudes am Breul neben der St.-Johannes-Kapelle. Das Konzept wurde von Heinrich Reiß gemeinsam mit Studierenden und Professoren der Universität Münster erarbeitet. Die Bauarbeiten konnten 1957 beginnen und waren 1958 beendet. Mit in dem neuen Gebäude befand sich eine Mensa, wo die spätere RAF-Terroristin Ulrike Meinhof mit Mitgliedern der ESG, SDS und des Liberalen Studentenbundes im Mai 1958 ihren Arbeitskreis gegen Atomwaffen gründete.
Neben dem Hauptgebäude gehörten auch das Ökumeneheim und die Bergstraße 30 zum Komplex des Volkeningheims. Benachbart war auch noch das Hamannstift, ein weiteres evangelisches Wohnheim, bis zum Verkauf 2006.
Die Bergstraße 30 wurde am 8. November 1959 als Studentinnenwohnheim eingeweiht und verfügte bis zur Schließung des Gebäudes über eine eigene Haussprecherin. Zehn der Plätze in dem Haus wurden aufgrund der finanziellen Beihilfe des Landes NRW für „Zuwanderer aus der SBZ mit Notaufnahmebescheid“ zur Verfügung gestellt. 1997 wurde das Gebäude trotz heftiger studentischer Proteste von der Landeskirche aus finanziellen Gründen veräußert.
Das Ökumeneheim war das älteste der drei Häuser des Volkeningheims. 1948 befand es sich noch im CVJM-Besitz. Als „Haus des jungen Mannes“ war es als Studierendenwohnheim gedacht und wurde 1959 mitsamt dem Radschuppen und dem Grundstück an das Volkeningheim angeschlossen. Es wurde dem „Verein zur Förderung des evangelischen Studentenheimes in Münster“ zum Kauf angeboten. 1960 zogen nach Umbauarbeiten 33 Bewohnende in das Haus ein, wobei 17 Plätze für nicht-deutsche Studenten gedacht waren. Sechs Plätze davon waren für Flüchtlinge, Spätheimkehrende und Vertriebene reserviert. Seit 2001 ist es an die Apostelgemeinde Münster verpachtet und dient als Pfarrhaus.
2004 wurde das Wohnheim in die Trägerschaft der Evangelischen Kirche von Westfalen übergeben, der ehemalige Trägerverein löste sich auf. Selbstverwaltungsorgane und Satzung des Volkeningheims blieben trotz der wechselnden Trägerschaft konstant bestehen.
2023 folgte die Schließungsankündigung seitens der Landeskirche, ohne die Gremien des Hauses zu berücksichtigen. Diese Entscheidung der vollendeten Tatsachen, begründet mit wirtschaftlichem Zwang, führte zu Protesten in der Studierendenschaft. In Folge der Schließungsankündigung kam es von aktuellen und ehemaligen Bewohnenden zu verschiedenen Aktionen zur Rettung des Wohnheimes. Die Landessynode der evangelischen Kirche von Westfalen fasste den Schließungsbeschluss am 24. März 2024 nicht, sondern beauftragte eine Arbeitsgruppe unter Aufsicht von Sigrid Beer. Später wurde entschieden, nach einer zweijährigen Übergangszeit einen Neubau zu errichten. Dieser Neubau des Komplexes ist bis 2027 angesetzt. Bis dahin wird das Wohnheim in studentischer Selbstverwaltung organisiert.